# Werner Ott

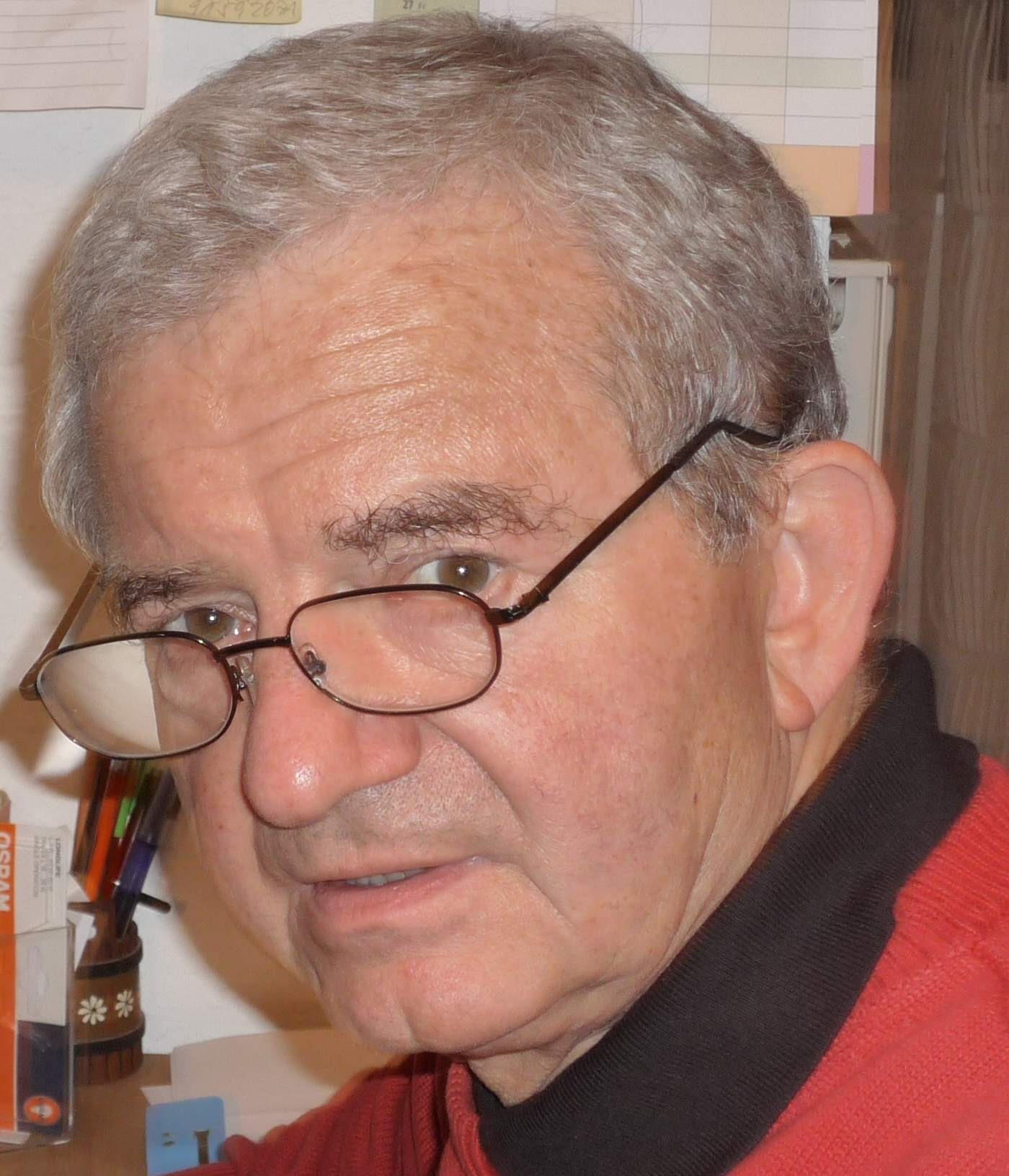
Werner Ott

Werner Ott (* 26. Februar 1940 in Buchen im Odenwald) ist ein deutscher Umweltbeamter. Er war von 1982 bis 2000 Präsident der Hessischen Landesanstalt für Umwelt bzw. des Hessischen Landesamtes für Umwelt und Geologie.

## Leben und Wirken
Der Sohn des Diplom-Geodäten und promovierten Diplom-Landwirtes Dr. agr. Hans Ott legte 1960 das Abitur am Helmholtz-Gymnasium Heidelberg ab. Danach absolvierte er 1960 bis 1961 eine landwirtschaftliche Lehre, die er mit der Gehilfenprüfung abschloss. Anschließend studierte er von 1961 bis 1967 Landwirtschaft an der Universität Gießen und promovierte bei Friedrich Grossmann mit einer Dissertation zur Reinigung und Charakterisierung des Erbsenenationenmosaikvirus.
Von 1967 bis 1969 absolvierte Ott die Referendarausbildung für den höheren Lehr- und Verwaltungsdienst in der Agrarverwaltung (Abschluss: Assessor der Landwirtschaft) an der Lehr- und Versuchsanstalt Bad Kreuznach.
1969 bis 1971 arbeitete  er als wissenschaftlicher Mitarbeiter in der Pflanzenschutzmittelindustrie bei der Firma Cela, Ingelheim. Von 1971 bis 1972 war er angestellter Lehrer bzw. Studienrat an der Berufsfachschule/Fachoberschule Bad Kreuznach und an der Kreisberufsschule Alsfeld. Während seiner Tätigkeit 1972 bis 1978 als Fachhochschullehrer bzw. Professor an der Fachhochschule Gießen für allgemeine und angewandte Biologie (insbesondere Ökologie) war er beauftragter und gewählter Dekan des Fachbereichs Technisches Gesundheitswesen und Vorsitzender des Konventsvorstandes. Anschließend wechselte er 1978 bis 1982 als Direktor an die Hessische Lehr- und Forschungsanstalt für Grünlandwirtschaft und Feldfutterbau mit überbetrieblicher Ausbildung in tierischer und pflanzlicher Erzeugung. Im Oktober 1982 wurde er Präsident der Hessischen Landesanstalt für Umwelt.
1983 ernannte ihn die Fachhochschule Gießen-Friedberg zum Honorarprofessor. Im Wintersemester 1993/1994 war er als Lehrbeauftragter an die Biologisch-Pharmazeutische Fakultät der Friedrich-Schiller-Universität Jena abgeordnet. 1999 erfolgte auf Beschluss des Hessischen Landtags die Zusammenlegung der beiden Dienststellen „Hessische Landesanstalt für Umwelt“ und „Hessisches Landesamt für Geologie“ zum „Landesamt für Umwelt und Geologie“. Am 3. Januar 2000 wurde Ott zum Präsidenten des neuen Amtes ernannt.
Am 31. Dezember desselben Jahres wurde er auf eigenen Wunsch in den Ruhestand versetzt.
Er war zwei Ehen verheiratet und hat aus erster Ehe drei Töchter. Seine zweite Frau ist 2017 verstorben.

## Auszug aus dem Schriftenverzeichnis
1. W. Ott: Ein Beitrag zur Reinigung und Charakterisierung des Erbsenenationenmosaik-Virus. Dissertation Landwirtschaftliche Fakultät der Univ. Gießen, 1967.
2. W. Ott: Ingenieure (grad.) Technisches Gesundheitswesen, Blätter zur Berufskunde, Bd. II, Bertelsmann-Verlag, Gütersloh, 1975.
3. W. Ott und K. Irrgang: Die Anwendung biologischer Testverfahren zur Ermittlung der Toxizität von Wasserinhaltsstoffen. Wasser, Luft und Betrieb, 7, 1977, S. 396–399.
4. W. Ott und G. Schulze: Der Eichhof – ein Ort der Forschung, Lehre und Ausbildung. DLG-Mitteilungen 14, 859-860, 1978.
5. W. Ott: Ingenieur (grad.) – Umwelt- und Hygienetechnik. Blätter zur Berufskunde, Bd. II, 1978.
6. K. Hanewald und W. Ott: Immissionen in Hessischen Wäldern. Mitteilungen aus der Biologischen Bundesanstalt für Land- und Forstwirtschaft, Heft 232, 1986, S. 280.
7. G. Albracht,  H. Horstmann, H.-J. Körner, W. Ott, D. Platz, D.Türk: Langfristiges Messprogramm des Landes Hessen zur Überwachung der Radioaktivität nach dem Reaktorunfall in Tschernobyl. 1. Bericht 4. Quartal 1986, 2. Bericht 1. Quartal 1987, # Bericht 2. Quartal 1987, Herausgeber Hessisches Sozialministerium.
8. W. Ott und K. Hanewald: Zeitliche und räumliche Entwicklung der Immissionen gasförmiger Luftschadstoffe in Hessischen Waldgebieten. Mitteilungen aus der Biologischen Bundesanstalt für Land- und Forstwirtschaft, Heft 245, 1988.
9. W. Ott und K. Hanewald: Mittelfristige Trends der phytotoxischen Luftschadstoffe Schwefeldioxid und Ozon an ausgewählten Standorten in Hessen. Zeitschrift für Pflanzenkrankheiten und Pflanzenschutz, 97(2), 1990, S. 202–207.
10. W. Ott: Techniker und Naturwissenschaftler im Dienste der Umwelt – neue Anforderungen an das Berufsbild. DBB-Dokumente, Heft 14, 1990, S. 35–40.
11. W. Ott: Ökologie und Wirtschaftswachstum. Schriften zur politischen Landeskunde Hessen, Bd. 2. Kohlhammer Verlag, Stuttgart, 1994.
12. L. Grünhage, H.-J. Jäger, K. Hanewald  und W. Ott: Auswirkungen dynamischer Veränderungen der Luftzusammensetzung und des Klimas auf terrestrische Ökosysteme in Hessen – I – Umweltbeobachtungs- und Klimaforschungsstation Linden-Leihgestern. Schriftenreihe Umweltplanung, Arbeits- und Umweltschutz der Hessischen Landesanstalt für Umwelt, Jahresbericht 1995.

## Ehrenamtliche Tätigkeiten
- seit 1968 Mitglied der Sozialdemokratischen Partei Deutschlands
- Vorsitzender der SPD-Fraktion im Gemeinderat von Staudernheim (1968–1971)
- Mitglied des Kreistages Bad Hersfeld-Rotenburg (1979–1983)
- Vorsitzender des VDL-Landesverbandes Hessen, Berufsverband Agrar, Ernährung, Umwelt e. V. (1986–1995)
- Präsident des VDL – Bundesverbandes Berufsverband Agrar, Ernährung, Umwelt e. V.  (1991–1994)

## Ehrung
- seit 1998 Ehrenmitglied des VDL-Landesverbandes Hessen, Berufsverband Agrar, Ernährung, Umwelt e. V.